# Битва біля Сапогова
Бій біля Сапогова — одна з битв міжусобної війни за Київ між Ізяславом Мстиславичем київським і його дядьком Юрієм Долгоруким, коли галичани розбили угорців, що вторглися до їхнього князівства, і які були союзниками Ізяслава.

## Історія
Основним зіткненням кампанії було битва на річці Руті, що сталася приблизно в той же час. Перед битвою на "Руті" Юрій Долгорукий відступав від Києва на південний захід, сподіваючись з'єднатися з галичанами, але його наздогнав Ізяслав і розбив. Син Ізяслава Мстислав привів на Галич угорців, і Володимир галицький не зміг допомогти своєму союзнику, а був змушений захищати своє князівство. Незважаючи на здобуту галичанами перемогу, функцію відволікання галицьких сил від Рути Мстислав і угорці фактично виконали, тому що до моменту битви на Руті Володимир встиг дійти тільки до Південного Бугу.
За повідомленням літопису, угорці і Мстислав ввечері вживали вино, прислане Володимиром Андрійовичем дорогобузьким, і вночі, незважаючи на неодноразові попередження розвідки про наближення галичан, не змогли приготуватися до битви і зазнали поразки.
Дізнавшись про поразку угорців, Ізяслав виголосив свою знамениту фразу «не місце йде до голови, а голова до місця» і організував похід на Переяславль, і в підсумку витіснив Юрія з півдня.